# Казе Беларди (Гросето)
Казе Беларди је насеље у Италији у округу Гросето, региону Тоскана.
Према процени из 2011. у насељу је живело 8 становника. Насеље се налази на надморској висини од 551 м.